# Chalid Aziz
Chalid Aziz (arab. خالد عزيز; ur. 14 lipca 1981 w Rijadzie) – saudyjski piłkarz, który występował na pozycji pomocnika. W latach 2004–2009 reprezentant Arabii Saudyjskiej.

## Kariera klubowa
Chalid Aziz zawodową karierę rozpoczynał w 2000 roku w zespole Al-Hilal. Jego największe osiągnięcie to zdobycie mistrzostwa kraju w 2002 i 2005 roku. Oprócz tych sukcesów Aziz wraz z drużyną trzy razy odniósł zwycięstwo w turnieju o Puchar Korony Księcia, zwyciężył także w Pucharze Zdobywców Pucharów Azji, Arabskim Pucharze Zdobywców Pucharów oraz Superpucharze Saudyjsko-Egipskim. W 2011 roku przenosi się do zespołu Asz-Szabab Rijad, zaś rok później do Al-Nassr, gdzie w 2013 roku kończy swoją karierę klubową.

## Kariera reprezentacyjna
W reprezentacji swojego kraju Aziz zadebiutował w 2004 roku. W 2006 roku Marcos Paquetá powołał go do kadry na Mistrzostwa Świata. Arabia Saudyjska na mundialu tym zajęła ostatnie miejsce w swojej grupie i odpadła z turnieju. Sam Aziz na niemieckich boiskach był podstawowym zawodnikiem swojej drużyny i wystąpił we wszystkich trzech spotkaniach. W ostatnim meczu przeciwko Hiszpanii doznał kontuzji i już w trzynastej minucie musiał opuścić plac gry.